# Italia Ricci
Stephanie Italia Ricci (ur. 29 października 1986 w Richmond Hill) – kanadyjsko-amerykańska aktorka, która wystąpiła m.in. w serialach Designated Survivor, Pojedynek na życie i Supergirl.

## Filmografia

### Filmy
| Rok  | Tytuł                         | Rola               | Uwagi       |
| ---- | ----------------------------- | ------------------ | ----------- |
| 2007 | American Pie: Bractwo Beta    | Laura Johnson      | film wideo  |
| 2008 | The Death of Indie Rock       | Diane              |             |
| 2012 | Valediction                   | Erica              | krótkometr. |
| 2013 | Don Jon                       | Gina               |             |
| 2013 | Dean Slater: Resident Advisor | Samantha Montaigne |             |
| 2014 | The Remaining                 | Allison            |             |

### Telewizja
| Rok       | Tytuł                             | Rola                            | Uwagi          |
| --------- | --------------------------------- | ------------------------------- | -------------- |
| 2009      | Aaron Stone                       | Chase Ravenwood                 | 5 odc.         |
| 2009      | Jak poznałem waszą matkę          | Hot Woman #1                    | 1 odc.         |
| 2009      | Dr House                          | Immigration Officer #2          | 1 odc.         |
| 2009      | Greek                             | Delia                           | 1 odc.         |
| 2009      | Secret Girlfriend                 | Sasha                           | 6 odc.         |
| 2010      | Unnatural History                 | Maggie Winnock                  | w gł. obsadzie |
| 2012      | CSI: Kryminalne zagadki Las Vegas | Vanessa Drake                   | 1 odc.         |
| 2014–15   | Pojedynek na życie                | April Carver                    | gł. rola       |
| 2015      | Fatal Memories                    | Sutton Roberts                  | film TV        |
| 2016      | Supergirl                         | Siobhan Smythe / Silver Banshee | 5 odc.         |
| 2016      | Late Bloomer                      | Jenny Taft                      | film TV        |
| 2016–2019 | Designated Survivor               | Emily Rhodes                    | w gł. obsadzie |
| 2019      | Rome in Love                      | Amelia Tate                     | film TV        |
| 2020      | Love in Winterland                | Alice Wilson                    | film TV        |
| 2021      | Breakup Boot Camp                 | Miranda Faraday                 | film TV        |
| 2021      | The Good Doctor                   | Taryn Wilkie                    | 1 odc.         |
| 2022      | Niedoskonali                      | dr Sydney Burke                 | w gł. obsadzie |